# Slavko Cvitković
Slavko Cvitković (Karlovac, 13. lipnja 1950.), hrvatski je sportski novinar i komentator.

## Životopis
Rodio se u Karlovcu 13. lipnja 1950. Igrao je košarku u karlovačkom "Željezničaru" 1967. i 1968. godine s kojim je bio juniorski prvak Hrvatske. Pisao je za Karlovački vjesnik i bio dopisnik Večernjeg lista.
Postao je dio sportske redakcije HTV-a nakon Olimpijskih igara u Münchenu 1972. godine. Milka Babović i Boris Mutić bili su mu mentori.
Najpoznatiji je po osebujnom dugogodišnjem komentiranju košarkaših utakmica.

## Nagrade
- 2014.: Hrvatski zbor športskih novinara - Nagrada za životno djelo.

## Sinkronizacija
- "Space Jam: Nova legenda" kao Ernie Johnson (2021.)